# Gmina Żuromin
Die Gmina Żuromin ist eine Stadt-und-Land-Gemeinde im Powiat Żuromiński der Woiwodschaft Masowien in Polen. Ihr Sitz ist die gleichnamige Stadt (deutsch 1939–1944 Görtzen) mit etwa 8900 Einwohnern.

## Gliederung
Zur Stadt-und-Land-Gemeinde gehören neben der Stadt Żuromin folgende 23 Dörfer mit einem Schulzenamt (sołectwo):
| Będzymin Brudnice Chamsk Cierpigórz Dąbrowa Dąbrowice Dębsk Franciszkowo Kliczewo Duże Kliczewo Małe Kosewo Kruszewo | Młudzyn Nowe Nadratowo-Stare Nadratowo Olszewo Poniatowo Raczyny Rozwozin Rzężawy Sadowo Tadajówka Wiadrowo Wólka Kliczewska |

## Persönlichkeiten
Geboren in Żuromin:
- Leon Wetmański (1886–1941), römisch-katholischer Weihbischof des Bistums Płock
- Piotr Małachowski (* 1983), Diskuswerfer
- Łukasz Teodorczyk (* 1991), Fußballspieler